# Nils Bagge (död 1530)
Nils Bagge (Bagge av Botorp), död 1530, var en svensk fogde och häradshövding.

## Biografi
Nils Bagge (Bagge av Botorp) var son till Truls Bagge och Ingegärd Månsdotter (Stierna). Han var 1525 fogde i Västra härad och Södra Vedbo härad och bodde 1526 på moderns gård Äpplaholm. Bagge blev 1529 häradshövding i Tveta härad och avled 1530.

### Familj
Bagge  var gift med Ingrid Arvidsdotter (sparre över stjärna), dotter till lagmannen Arvid Knutsson (sparre över stjärna) i Tiohärads lagsaga och Anna Gustavsdotter (Stenbock, äldre ätten). De fick tillsammans barnen Truls Bagge och Anna Bagge.